# あかぎ (巡視船・初代)
あかぎ（JCG Akagi, PS-40) は、海上保安庁の巡視船。分類上はPS（Patrol vessel Small）、公称船型は特130トン型。

## 概要
海上保安庁では、利根川の河口であり、河川流と波浪の衝突によって三角波を生じやすいなど航海の難所である銚子漁港付近の海難救助に充当するため、昭和36年度計画で特130トン型巡視船「つくば」を整備した。那珂川河口付近も同様に特殊な波浪条件があることから、昭和39年度で、那珂湊付近の距岸50海里水域の海難救助を目的とした特130トン型巡視船の建造が計画されることになった。これが本船である。
本船は「つくば」よりも一回り大きな船体を備えるとともに、前年度計画で整備された23メートル型PC（まつゆき型）よりも優れた速力が要求された。船型は「つくば」と同じくV型だが、船殻軽量化のため、肋骨・縦通材・甲板・横隔壁・上部構造物はアルミニウム合金、外板は台湾ヒノキ二重張りとされた。主機関は池貝-MTU MB820Dbディーゼルエンジン（単機出力1,100馬力）2基を搭載し、速力28ノットを発揮できた。これは当時、海上保安庁の船艇としては最速であった。